# (4090) Říšehvězd
(4090) Říšehvězd – planetoida z grupy pasa głównego asteroid okrążająca Słońce w ciągu 3 lat i 227 dni w średniej odległości 2,36 j.a. Została odkryta 2 września 1986 roku w Obserwatorium Kleť w pobliżu Czeskich Budziejowic przez Antonína Mrkosa. Nazwa planetoidy pochodzi od „Říše hvězd” (pl. Królestwo Gwiazd), czeskiego popularnego pisma astronomicznego wydawanego przez Czeskie Towarzystwo Astronomiczne w Pradze. Została zasugerowana przez Janę Tichą, Miloša Tichego i Zdenka Moravca. Przed nadaniem nazwy planetoida nosiła oznaczenie tymczasowe (4090) 1986 RH1.